# Dagen ifrån oss skrider
Dagen ifrån oss skrider (tyska: Der tag hat sich geneiget) är en tysk aftonpsalm. I vissa tyska psalmböcker har den en vers som inte finns med i den svenska versionen.

## Publicerad i
- Göteborgspsalmboken 1650 under rubriken "Afton Loffsånger".[2]
- Den svenska psalmboken 1694 som nummer 428 under rubriken "Morgon och Afton Psalmer".
- 1695 års psalmbok som nummer 365 under rubriken "AftonPsalmer".[1]